# 城市周报
《城市周报》(City Weekend) 是中国曾经的免费餐饮娱乐资讯双周刊杂志。自2018年收购失败后，该杂志停止在中国出版。
《城市周报》是一本“读者动力”杂志，以外籍人士作为主要信息来源。对许多北京和上海的外籍与本地人士来说，杂志与其同名网站是他们获得信息的源头，提供如当地活动、时事新闻、餐饮场所、分类信息等各类资讯。
此外，《城市周报》还出版了众多免费年度指南，包括《酒吧与餐厅指南》（适合游客，更适合城市常住人士）和《服务目录》（这是一本迷你英文商业和服务电话黄页）。杂志还提供适合外籍家庭的副刊（如《家长&孩子》、《上海家庭》）以及房地产市场的副刊（如《家&办公室》）。
《城市周报》由瑞士跨国出版商荣格出版，发行量由BPA Worldwide审计。

## 资料来源
1. ↑  .   [2012-07-20]. （原始内容存档于2012-07-20）.
2. ↑  .   [2012-07-20]. （原始内容存档于2012-06-28）.
3. ↑  .   [2024-05-29]. （原始内容存档于2023-05-22）.
4. ↑  .   [2012-07-20]. （原始内容存档于2012-02-08）.